# Klaus-Jürgen Grünke
Klaus-Jürgen Grünke, né le 30 mars 1951 à Bad Lauchstädt, est un coureur cycliste allemand. Spécialiste du kilomètre, il a été champion olympique de cette discipline aux Jeux de 1976 à Montréal et champion du monde en 1975.

## Palmarès

### Jeux olympiques
- Montréal 1976
  -  Champion olympique du kilomètre

### Championnats du monde
- 1974
  -  Médaillé d'argent de la poursuite par équipes amateurs
- 1975
  -  Champion du monde du kilomètre
  -  Médaillé de bronze de la poursuite par équipes amateurs

### Championnats nationaux
- Champion d'Allemagne de l'Est du kilomètre en 1970, 1971 et 1974
- Champion d'Allemagne de l'Est de la poursuite par équipes en 1971 et 1974
- Champion d'Allemagne de l'Est de tandem en 1972 et 1973